# Gray Summit
Gray Summit is een plaats (census-designated place) in de Amerikaanse staat Missouri, en valt bestuurlijk gezien onder Franklin County.
In Gray Summit is Shaw Nature Reserve te vinden. Dit is een natuurreservaat dat wordt beheerd door de Missouri Botanical Garden.

## Demografie
Bij de volkstelling in 2000 werd het aantal inwoners vastgesteld op 2640.

## Geografie
Volgens het United States Census Bureau beslaat de plaats een oppervlakte van
19,3 km², geheel bestaande uit land. Gray Summit ligt op ongeveer 243 m boven zeeniveau.

## Plaatsen in de nabije omgeving
De onderstaande figuur toont nabijgelegen plaatsen in een straal van 20 km rond Gray Summit.